# Почётные граждане муниципальных районов Московской области
| Почётный гражданин                 | Район                | Регалии, должности | Дата присвоения звания                                                                                                | |
| ---------------------------------- | -------------------- | --- | --- | --- |
| Агеев Александр Иванович           | Ленинский район      | первый секретарь Ленинского РК КПСС (1976—1990) | Решением Совета депутатов Ленинского района № 3/17 от 18.05.2005 г.                                                   | |
| Агеев Леонид Николаевич            | Люберецкий район     | Герой Советского Союза, начальника штурманской службы летательно-испытательной станции КБ Камова | 1996 г. | |
| Аксёнов Владимир Викторович        | Мытищинский район    | Дважды Герой Советского Союза, кандидат технических наук, лётчик-космонавт СССР | решением Совета депутатов Мытищинского района № 15/8-11 от 11 июня 1997 г.                                            | |
| Алдошкин Валентин Андреевич        | Коломенский район    | Заслуженный работник сельского хозяйства Российской Федерации, депутат Совета депутатов сельского поселения Радужное Коломенского района                                                                   | решением Совета депутатов Коломенского района № 35/4СД от 05.06.2009 г.                                               | |
| Алергант Григорий Исаевич          | Красногорский район  | Заслуженный работник сельского хозяйства РСФСР, председатель Красногорской районной ассоциации крестьянских фермерских хозяйств                                                                            | постановлением Главы Красногорского района № 763/9 от 2 сентября 1998 г.                                              | |
| Алещева Екатерина Васильевна       | Каширский район      | Герой Социалистического Труда, животновод совхоза «Растовцы» | | |
| Ананьев Валерий Анатольевич        | Лотошинский район    | командир Лотошинского районного поискового отряда «Отечество» | Решением Совета депутатов Лотошинского района от 2010 г.                                                              | |
| Андронова Валентина Андреевна      | Коломенский район    | пенсионер ЗАО «Акатьевский» | решением Совета депутатов Коломенского района № 85/12СД от 22.04.2005 г.                                              | |
| Арутюнян Карен Альбертович         | Ногинский район      | директор ООО «Ногинский литейно-механический завод» | Решением Совета депутатов Ногинского района № 213/21 от 22.07.2008 г.                                                 | за большой вклад в укрепление экономики и развитие социальной сферы Ногинского муниципального района |
| Асадулаев Олег Ибрагимович         | Луховицкий район     | инструктор по спорту ОАО «Белоомутская кожгалантерейная фабрика» | 2002 г. | |
| Асоскова Наталья Сергеевна         | Ногинский район      | Заслуженный работник образования Московской области, заместитель руководителя администрации Ногинского муниципального района-начальник Управления образования                                              | Решением Совета депутатов Ногинского района № 213/21 от 22.07.2008 г.                                                 | за большой вклад в развитие образования и плодотворную деятельность на благо подрастающего поколения Ногинского муниципального района |
| Астахова Валентина Яковлевна       | Мытищинский район    | главный зоотехник АОЗТ "Сельскохозяйственное предприятие «Менжинец» (село Марфино) | решением Совета депутатов Мытищинского района № 6/8 от 18 сентября 2000 г.                                            | |
| Астрахов Анатолий Константинович   | Мытищинский район    | глава Мытищинского района (1991—1999) | решением Совета депутатов Мытищинского района № 15/8-3 от 11 июня 1997 г.                                             | |
| Атаманов Виктор Ильич              | Люберецкий район     | член Общественной палаты Люберецкого района | 1996 г. | |
| Аторин Анатолий Гаврилович         | Красногорский район  | Заслуженный учитель Российской Федерации, ведущий специалист Управления образования администрации Красногорского района                                                                                    | Решением Совета депутатов Красногорского района № 105/8 от 24 августа 2000 г.                                         | |
| Афанасьев Николай Фёдорович        | Наро-Фоминский район | директор МОУ «Детско-юношеская спортивная школа № 1» | Решением Совета депутатов Наро-Фоминского района № 9/13 от 18 мая 2001 г.                                             | за большой личный вклад в развитие физкультуры и спорта в районе, воспитание подрастающего поколения, пропаганду здорового образа жизни, активную общественную деятельность |
| Афанасьев Сергей Александрович     | Клинский район       | дважды Герой Социалистического Труда, главный научный консультант РКК «Энергия» им. С. П. Королёва | Решением Совета депутатов Клинского района № 3/7 от 22.06.2001 г.                                                     | |
| Афанасьева Вера Александровна      | Красногорский район  | учитель математики средней школы № 4 (г. Красногорск) | Постановлением Главы администрации Красногорского района № 893/9 от 8 сентября 1995 г.                                | |
| Афонин Михаил Иванович             | Лотошинский район    | директор средней школы № 1 (г. Лотошино), пенсионер | Решением Совета депутатов Лотошинского района от 2007 г.                                                              | |
| Бадалова Антонина Николаевна       | Мытищинский район    | директор МОУ «Средняя общеобразовательная школа № 8» | решением Совета депутатов Мытищинского района № 6/2 от 19 сентября 2000 г.                                            | за многолетнюю работу по воспитанию подрастающего поколения, за большой вклад в развитие народного образования Мытищинского района и достигнутые успехи в учебно-воспитательной работе средней школы № 8 города Мытищи, за активное общественное участие в жизни города Мытищи и Мытищинского района                                                                                  |
| Балашов Борис Алексеевич           | Клинский район       | настоятель церкви Всех скорбящих Радость (г. Клин) | Решением Совета депутатов Клинского района № 09/21 от 13.06.2002 г.                                                   | |
| Баранов Анатолий Николаевич        | Клинский район       | Директор завода «Почтовый ящик» | | |
| Башков Семён Игнатьевич            | Каширский район      | Военный комиссар Клинского городского военного комиссариата (1964—1970), пенсионер | Решением Совета депутатов Клинского района от 9 ноября 2012 г.                                                        | |
| Беккер Николай Николаевич          | Истринский район     | директор Истринской муниципальной образовательной средней школы № 2 имени Н. К. Крупской | Решением Совета депутатов Истринского района № 4/15 от 22.04.1999 г.                                                  | |
| Белогорский Анатолий Иванович      | Каширский район      | генерал-лейтенант в отставке, пенсионер | | |
| Бирюков Николай Кузьмич            | Мытищинский район    | Заслуженный работник жилищно-коммунального хозяйства Московской области, первым заместителем главы городского поселения Мытищи                                                                             | решением Совета депутатов Мытищинского района № 24/1-2 от 05.08.2010 г.                                               | |
| Благов Геннадий Яковлевич          | Мытищинский район    | Заслуженный экономист Российской Федерации, председатель правления Ассоциации руководителей организаций и предприятий Мытищинского района                                                                  | решением Совета депутатов Мытищинского района № 18/13 от 24 сентября 1997 г.                                          | |
| Богатов Владимир Алексеевич        | Егорьевский район    | заведующий Егорьевским городским отделом народного образования | 2008 г. | |
| Брылёв Василий Михайлович          | Наро-Фоминский район | настоятель Спасской церкви села Большое Свинорье | Решением Совета депутатов Наро-Фоминского района № 8/25 от 24 мая 2002 г.                                             | за большой личный вклад в духовное развитие и сохранение культурных ценностей |
| Булыгин Владимир Сергеевич         | Клинский район       | председатель Клинского районного Совета ветеранов | Решением Совета депутатов Клинского района № 09/21 от 13.06.2002 г.                                                   | |
| Бурова Галина Ивановна             | Наро-Фоминский район | председатель Совета ветеранов городского поселения Верея | Решением Совета депутатов Наро-Фоминского района № 258/18 от 17 декабря 2010 г.                                       | за многолетнюю общественную и культурную деятельность, личный вклад в развитие сферы социальной защиты населения Наро-Фоминского района |
| Бухов Юрий Васильевич              | Луховицкий район     | председатель исполкома Луховицкого райсовета народных депутатов (1983—1989), заместитель Министра по социально-культурным вопросам Администрации Московской области                                        | 2007 г. | |
| Буянов Иван Андреевич              | Ленинский район      | дважды Герой Социалистического Труда, председатель колхоза им. Владимира Ильича (1929—1963) | Решением Совета депутатов Ленинского района № 1/45 от 19.08.2010 г.                                                   | |
| Быков Владислав Павлович           | Мытищинский район    | Заслуженный учитель Российской Федерации, директор Ордена Красной Звезды Государственного образовательного учреждения начального профессионального образования «Профессиональный лицей № 2» (г. Мытищи)    | решением Совета депутатов Мытищинского района № 6/3 от 18 сентября 2000 г.                                            | |
| Быков Пётр Иосифович               | Лотошинский район    | участник битвы под Москвой, пенсионер | Решением Совета депутатов Лотошинского района от 2007 г.                                                              | |
| Веркина Валентина Николаевна       | Коломенский район    | Заслуженный агроном РСФСР, заместитель директора по производству СЗАО «Ленинское» | Решением Совета депутатов Коломенского района № 33/5СД от 30.07.2004 г.                                               | |
| Вертунов Юрий Сергеевич            | Воскресенский район  | генеральный директор ОАО «Воскресенский кирпичный завод» | 2013 г. | |
| Винокуров Григорий Абрамович       | Лотошинский район    | основатель Микулинской картинной галереи | Решением Совета депутатов Лотошинского района от 2002 г.                                                              | |
| Витковский Николай Васильевич      | Мытищинский район    | главный врач Муниципального лечебно-профилактического учреждения "Стоматологическая поликлиника «VITA» | решением Совета депутатов Мытищинского района № 58/7 от 23.08.2007 г.                                                 | |
| Волков Александр Александрович     | Люберецкий район     | Герой Российской Федерации, председатель совета Люберецкой районной организации ветеранов войны, труда, Вооруженных сил и правоохранительных органов                                                       | 1994 г. | |
| Волкова Раиса Алексеевна           | Мытищинский район    | Заслуженный работник культуры Московской области, заведующая Марфинской сельской библиотекой | решением Совета депутатов Мытищинского района № 57/1-1 от 16.08.2012 г.                                               | за большой личный вклад в социально-экономическое развитие Мытищинского района |
| Воробьёв Аркадий Никитич           | Люберецкий район     | доктор медицинских наук, директор ООО "Реабилитационный центр «Дети Чернобыля» (п.Малаховка) | 1994 г. | |
| Воробьёв Юрий Иванович             | Лотошинский район    | Заслуженный работник здравоохранения Московской области, заведующий реанимационным отделением МУЗ «Лотошинская центральная районная больница»                                                              | Решением Совета депутатов Лотошинского района от 2009 г.                                                              | |
| Воронцов Юрий Васильевич           | Красногорский район  | пенсионер | Решением Совета депутатов № 106/8 от 24 августа 2000 г.                                                               | |
| Вьенс Гастон                       | Клинский район       | Мэр г. Орли (Франция) | Решением Совета депутатов Клинского района № 18/46 от 17.06.2004 г.                                                   | |
| Вялышев Геннадий Константинович    | Егорьевский район    | Заслуженный строитель Московской области, депутат Совета депутатов Егорьевска | 2012 г. | |
| Гаврилова Анна Андреевна           | Красногорский район  | директор Муниципального предприятия «Магазин № 66», пенсионер | Постановлением Главы администрации Красногорского района № 893/9 от 8 сентября 1995 г.                                | |
| Гагарин Юрий Алексеевич            | Люберецкий район     | Герой Советского Союза, лётчик-космонавт СССР | 1987 г. | |
| Гаврилов Владимир Сергеевич        | Наро-Фоминский район | директор средней школы № 2 (1976—2001), пенсионер | Решением Совета депутатов Наро-Фоминского района № 16/26 от 21 июня 2002 г.                                           | за большой личный вклад в социально-экономическое развитие района и активную общественную деятельность |
| Гаевский Павел Фёдорович           | Ленинский район      | Герой Социалистического Труда, директор Московского коксогазового завода имени 50-летия Великого Октября (1950—1979)                                                                                       | Решением Совета депутатов Ленинского района № 1/5 от 08.09.2000 г.                                                    | |
| Герасименко Владимир Владимирович  | Красногорский район  | лауреат Государственной премии СССР, главный конструктор детальных космических средств дистанционного зондирования Земли                                                                                   | Постановлением Главы администрации Красногорского района № 1276/74 от 19 ноября 2012 г.                               | |
| Герасименко Мария Дмитриевна       | Наро-Фоминский район | председатель Петровского сельсовета (1976—2001), пенсионер | Решением Совета депутатов Наро-Фоминского района № 10/10 от 23 февраля 2001 г.                                        | за большой личный вклад в социально-экономическое развитие района и активную общественную деятельность |
| Глазков Владимир Петрович          | Истринский район     | Кандидат технических наук, лауреат Государственной премии СССР, спортсмен | Решением совета Депутатов № 7/5 от 7 июня 2000 г.                                                                     | |
| Глазков Вячеслав Григорьевич       | Люберецкий район     | депутат Московской областной думы 3 созыва | 2004 г. | |
| Гоев Александр Иванович            | Красногорский район  | лауреат Государственной премии Российской Федерации, генеральный директор ФНПЦ ОАО «Красногорский завод имени С. А. Зверева»                                                                               | Решением Совета депутатов Красногорского района № 194/8 от 26 августа 2004 г.                                         | |
| Головистикова Антонина Ивановна    | Ленинский район      | глава администрации Молоковского сельского округа | Решением Совета депутатов Ленинского района от 05.10.2009 г.                                                          | за большой вклад в социально-экономическое и культурное развитие Ленинского района |
| Голубев Василий Юрьевич            | Ленинский район      | первый заместитель председателя Правительства Московской области | Решением Совета депутатов Ленинского района № 1/5 от 08.09.2000 г.                                                    | |
| Горб Терентий Моисеевич            | Каширский район      | пенсионер | | |
| Горлова Нина Петровна              | Коломенский район    | староста села Шкинь | решением Совета депутатов Коломенского района № 197/25СД от 04.08.2006 г.                                             | |
| Горшков Михаил Матвеевич           | Волоколамский район  | Герой Социалистического труда, директор совхоза-техникума «Холмогорка» | № 636/24 от 08.12.84 Волоколамского городского Совета народных депутатов                                              | |
| Графова Лариса Васильевна          | Мытищинский район    | глава администрации Жостовского сельского округа | решением Совета депутатов Мытищинского района № 48/8-1 от 28 августа 2003 г.                                          | за большой вклад в социально-экономическое развитие Мытищинского района |
| Грамолина Анна Фроловна            | Люберецкий район     | Заслуженный врач РСФСР, главврач Люберецкой муниципальной больницы им. А. В. Ухтомского | 1996 г. | |
| Грачёва Светлана Дмитриевна        | Красногорский район  | председатель координационного совета общественной приемной полномочного представителя президента РФ по Центральному федеральному округу в Красногорском районе                                             | Решением Совета депутатов Красногорского района № 1277/74 от 19 ноября 2012 г.                                        | |
| Гребенщикова Татьяна Борисовна     | Ногинский район      | директор Международного Центра Творческой Инициативы | Решением Совета депутатов Ногинского района № 497/44 от 20.07.2010 г.                                                 | за высокие достижения в деятельности, направленной на обеспечение благополучия, развития и процветания Ногинского муниципального района Московской области, за длительную, активную, плодотворную деятельность, способствующую повышению авторитета и престижа Ногинского района в Московской области, в Российской Федерации                                                         |
| Григоренко Семён Васильевич        | Люберецкий район     | Герой Российской Федерации, генерал-майор авиации | 1996 г. | |
| Гриценко Александр Иванович        | Ленинский район      | генеральный директор Всесоюзного научно-исследовательского института природных газов | Решением Совета депутатов Ленинского района № 9-21 от 28.10.1998 г.                                                   | |
| Гулько Юрий Александрович          | Мытищинский район    | лауреат Государственной премии Российской Федерации, Председатель Президиума Московского областного союза промышленников и предпринимателей (работодателей)                                                | решением Совета депутатов Мытищинского района № 48/8-2 от 28 августа 2003 г.                                          | за большой вклад в социально-экономическое развитие Мытищинского района |
| Гундарь Валентина Гавриловна       | Мытищинский район    | полковник внутренней службы, начальник Мытищинского отряда государственной противопожарной службы | решением Совета депутатов Мытищинского района № 21/8 от 19 сентября 2001 г.                                           | |
| Гуськова Фаина Тихоновна           | Мытищинский район    | Заслуженный учитель Российской Федерации, советник Главы Мытищинского района | 2013 г. | |
| Давыдов Александр Алексеевич       | Лотошинский район    | директор ОАО «Лотошинский автодор» | Решением Совета депутатов Лотошинского района от 2010 г.                                                              | |
| Давыдов Михаил Ефимович            | Люберецкий район     | Герой Социалистического Труда, директор совхоза «Белая Дача» (1962—1972) | 1994 г. | |
| Дадыкин Анатолий Степанович        | Люберецкий район     | директор АОЗТ «Томилинская птицефабрика» | 1994 г. | |
| Дацко Павел Степанович             | Мытищинский район    | гвардии генерал-майор, председатель Мытищинского районного совета ветеранов войны, трудового фронта, труда, вооруженных сил и правоохранительных органов                                                   | решением Совета депутатов Мытищинского района № 18/13-2 от 24 сентября 1997 г.                                        | |
| Дворник Николай Сергеевич          | Наро-Фоминский район | Заслуженный врач РСФСР, главный врач Апрелевской городской больницы (1974—1977) | Решением Совета депутатов Наро-Фоминского района № 7/27 от 16 июля 1999 г.                                            | за большой личный вклад в социально-экономическое развитие района и активную общественную деятельность |
| Дёмин Валерий Николаевич           | Коломенский район    | Заслуженный зоотехник РСФСР, пенсионер | решением Совета депутатов Коломенского района № 371/40СД от 20.06.2008 г.                                             | |
| Добряков Иван Иванович             | Лотошинский район    | глава администрации Лотошинского района (1991—1996) | Решением Совета депутатов Лотошинского района от 2013 г.                                                              | за большой вклад в социально-экономическое развитие района, сохранение культурного и исторического наследия |
| Домнин Николай Александрович       | Луховицкий район     | Заслуженный мелиоратор РСФСР, механизатор Передвижной механизированной колонны «Водстрой № 12», пенсионер                                                                                                  | 1999 г. | |
| Донсков Владимир Николаевич        | Мытищинский район    | директор Мытищинского машиностроительного завода (1975—1987) | решением Совета депутатов Мытищинского района № 15/8-5 от 11 июня 1997 г.                                             | |
| Дрелюш Михаил Григорьевич          | Коломенский район    | Заслуженный строитель Российской Федерации, генеральный директор ОАО «Песковский комбинат строительных материалов»                                                                                         | Решением Совета депутатов Коломенского района № № 223/31СД от 18.08.2003 г.                                           | |
| Евграфова Раиса Прокофьевна        | Коломенский район    | член Совета ветеранов педагогического труда Коломенского района | решением Совета депутатов Коломенского района № 274/33СД от 22.06.2007 г.                                             | |
| Евстафьев Алексей Александрович    | Лотошинский район    | механизатор совхоза «Доры», пенсионер | Решением Совета депутатов Лотошинского района от 2003 г.                                                              | |
| Егоров Анатолий Дмитриевич         | Мытищинский район    | рабочий завода № 40, пенсионер | решением Совета депутатов Мытищинского района № 15/8-6 от 11 июня 1997 г.                                             | |
| Егоров Николай Иванович            | Клинский район       | пенсионер | Решением Совета депутатов Клинского района № 5/11 от 05.05.2010 г.                                                    | |
| Елина Нина Ваильевна               | Можайский район      | Заслуженный учитель Российской Федерации, учитель начальных классов МОУ «Средняя общеобразовательная школа № 1» (г. Можайск)                                                                               | Решением Совета депутатов Можайского района № 167/2010-Р от 09 апреля 2010 г.                                         | |
| Елисеев Николай Петрович           | Каширский район      | Заслуженный строитель РСФСР, директор Каширского завода металлоконстукций | | |
| Енякина Татьяна Борисовна          | Наро-Фоминский район | Заслуженный учитель Российской Федерации, директор МОУ «лицей им. Героя России Веры Волошиной» | Решением Совета депутатов Наро-Фоминского района № 360/26 от 29 июля 2011 г.                                          | за многолетний добросовестный труд в системе образования Наро-Фоминского района, большой личный вклад в дело образования и воспитания подрастающего поколения |
| Ермаков Дмитрий Акимович           | Каширский район      | Лауреат Государственной премии СССР, директор Каширской ГРЭС | | |
| Железкин Станислав Фёдорович       | Мытищинский район    | Народный артист Российской Федерации, художественный руководитель Мытищинского театра кукол «Огниво» | решением Совета депутатов Мытищинского района № 26/5 от 18.08.2005 г.                                                 | за большую общественную и просветительскую работу по пропаганде театрального искусства и личный вклад в развитие культуры в Мытищинском районе |
| Жук Иван Данилович                 | Мытищинский район    | Заслуженный строитель Российской Федерации, депутат Московской областной Думы 2 и 3 созыва | решением Совета депутатов Мытищинского района № 15/8 от 11 июня 1997 г.                                               | |
| Жуков Борис Алексеевич             | Люберецкий район     | Заслуженный строитель РСФСР, бригадир монтажников Передвижной Механизированной Колонны № 1 | 1987 г. | |
| Жукова Нина Ивановна               | Коломенский район    | Заслуженный работник сельского хозяйства Московской области, директор ЗАО «Акатьевский» | решением Совета депутатов Коломенского района № 235/29СД от 11.05.2012 г.                                             | |
| Журавлёв Николай Иванович          | Егорьевский район    | председатель Совета ветеранов Егорьевской общественной организации ветеранов (пенсионеров) войны, труда, Вооружённых Сил и правоохранительных органов                                                      | 2010 г. | |
| Журавлёва Мария Фёдоровна          | Лотошинский район    | пенсионер | Решением Совета депутатов Лотошинского района от 2006 г.                                                              | |
| Забродин Валерий Иванович          | Мытищинский район    | Заслуженный энергетик Российской Федерации, генеральный директор ОАО «Перловский завод энергетического оборудования»                                                                                       | решением Совета депутатов Мытищинского района № 34/4-1 от 3 сентября 2002 г.                                          | за большой вклад в социально-экономическое развитие района |
| Загудаев Александр Степанович      | Волоколамский район  | командир 1-го танкового батальона 1-й Гвардейской танковой бригады, гвардии полковник в отставке | № 8-19 от 06.08.86 Волоколамского городского Совета народных депутатов                                                | |
| Зайцев Михаил Васильевич           | Клинский район       | пенсионер | Решением Совета депутатов Клинского района № 5/11 от 05.05.2010 г.                                                    | |
| Запрягаева Людмила Петровна        | Красногорский район  | Заслуженный работник культуры Российской Федерации, член президиума Красногорского районного совета ветеранов                                                                                              | Решением Совета депутатов Красногорского района № 1008/55 от 27 октября 2011 г.                                       | |
| Заскалько Павел Андреевич          | Волоколамский район  | командир роты танков КВ 1-й гвардейской танковой бригады, гвардии полковник в отставке | № 8-19 от 06.08.86 Волоколамского городского Совета народных депутатов                                                | |
| Захаров Валерий Дмитриевич         | Наро-Фоминский район | Заслуженный строитель РСФСР, генеральный директор ОАО «Трест Гидромонтаж» | Решением Совета депутатов Наро-Фоминского района № 7/27 от 16 июля 1999 г.                                            | за большой личный вклад в социально-экономическое развитие района и активную общественную деятельность |
| Захаров Сергей Иванович            | Волоколамский район  | Герой Советского Союза, командир звена авиационного полка дальнего действия специального назначения | № 4-19 от 25.10.85 Волоколамского городского Совета народных депутатов                                                | |
| Захарова Надежда Сергеевна         | Луховицкий район     | Заслуженный учитель школы РСФСР, второй секретарь Луховицкого райкома КПРФ | 1998 г. | |
| Звонов Валентин Павлович           | Воскресенский район  | Заслуженный строитель Российской Федерации, главный инженер и управляющий треста «Мособлстрой № 5» | 2001 г. | |
| Зенина Светлана Григорьевна        | Коломенский район    | Заслуженный работник торговли Российской Федерации, заведующая магазином № 50 ПО «Коломенский райпотребсоюз»                                                                                               | решением Совета депутатов Коломенского района № 195/25СД от 04.08.2006 г.                                             | |
| Зимятов Николай Семёнович          | Истринский район     | Заслуженный мастер спорта СССР, спортсмен | Решением Совета депутатов Истринского района № 11/22 от 23.10.2002 г.                                                 | |
| Золотарёв Геннадий Георгиевич      | Луховицкий район     | Заслуженный строитель Московской области, директор ООО «Дорожно-строительное управление № 10» | 1998 г. | |
| Зубков Александр Иванович          | Люберецкий район     | директор МУП «Люберецкая электросеть» | 1994 г. | |
| Иванов Анатолий Павлович           | Лотошинский район    | Заслуженный работник печати Московской области, корреспондент газеты «Сельская новь» | Решением Совета депутатов Лотошинского района от 2002 г.                                                              | |
| Иванов Валентин Фёдорович          | Мытищинский район    | заместитель генерального директора ЗАО «Метровагонмаш» | решением Совета депутатов Мытищинского района № 6/4 от 18 сентября 2000 г.                                            | |
| Изместьев Михаил Петрович          | Люберецкий район     | Заслуженный работник культуры Российской Федерации, директор Люберецкого краеведческого музея | 1994 г. | |
| Иконников Олег Антониевич          | Ленинский район      | Заслуженный художник Российской Федерации, скульптор | Решением Совета депутатов Ленинского района № 6/29 от 27.08.2002 г.                                                   | |
| Казаков Александр Михайлович       | Мытищинский район    | глава городского поселения Мытищи | решением Совета депутатов Мытищинского района № 73/10 от 21.08.2008 г.                                                | за большой многолетний вклад в развитие города Мытищи и Мытищинского района |
| Казанов Юрий Николаевич            | Мытищинский район    | Заслуженный работник жилищно-коммунального хозяйства Российской Федерации, президент Ассоциации «Мособлтеплоэнерго»                                                                                        | решением Совета депутатов Мытищинского района № 48/8-3 от 28 августа 2003 г.                                          | за большой вклад в социально-экономическое развитие Мытищинского района |
| Калабалин Семён Афанасьевич        | Егорьевский район    | Заслуженный учитель РСФСР, педагог Клемёновского детского дома | 2003 г. | |
| Калиманов Константин Доментианович | Люберецкий район     | первый секретарь Люберецкого горкома КПСС | 1997 г. | |
| Калинин Артур Михайлович           | Наро-Фоминский район | директор Наро-Фоминского Шелкового комбината, пенсионер | Решением Совета депутатов Наро-Фоминского района № 5/26 от 28 мая 1999 г.                                             | за большой личный вклад в социально-экономическое развитие района и активную общественную деятельность |
| Карпухин Александр Дмитриевич      | Волоколамский район  | рядовой 64 отдельной морской стрелковой дивизии | № 9-19 от 19.11.86 Волоколамского городского Совета народных депутатов                                                | |
| Кафтанова Анна Андреевна           | Клинский район       | начальник Клинского городского отдела народного образования (1961—1974), педагог | Решением Совета депутатов Клинского района № 09/21 от 13.06.2002 г.                                                   | |
| Киселёв Геннадий Иванович          | Мытищинский район    | Заслуженный машиностроитель Российской Федерации, депутат Совета депутатов Мытищинского района | решением Совета депутатов Мытищинского района № 48/8-4 от 28 августа 2003 г.                                          | за большой вклад в социально-экономическое развитие Мытищинского района |
| Клейменов Дмитрий Иванович         | Мытищинский район    | Заслуженный ветеринарный врач Российской Федерации, главный ветеринарный врач Мытищинского района | решением Совета депутатов Мытищинского района № 57/1-2 от 16.08.2012 г.                                               | за большой личный вклад в социально-экономическое развитие Мытищинского района |
| Клочков Василий Георгиевич         | Волоколамский район  | Герой Советского Союза, политрук | № 4-19 от 25.10.85 Волоколамского городского Совета народных депутатов                                                | |
| Князев Юлий Августович             | Мытищинский район    | кандидат исторических наук, публицист | решением Совета депутатов Мытищинского района № 21/9 от 19 сентября 2001 г.                                           | за краеведческую работу и публикацию книг по истории района |
| Ключкин Владимир Григорьевич       | Люберецкий район     | директор ОАО «Люберецкий завод Торгтехника» | 1993 г. | |
| Коваль Ирина Марковна              | Каширский район      | Заслуженный мастер спорта России, спортсменка | | |
| Ковылин Станислав Алексеевич       | Наро-Фоминский район | Заслуженный работник газовой промышленности Российской Федерации, управляющий Наро-Фоминским межрайонным трестом газового хозяйства                                                                        | Решением Совета депутатов Наро-Фоминского района № 5/26 от 28 мая 1999 г.                                             | за большой личный вклад в социально-экономическое развитие района и активную общественную деятельность |
| Коган Рафаил Давыдович             | Можайский район      | директора совхоза «Уваровский № 1» (д. Некрасово) | Решением Совета депутатов Можайского района 312/2011-Р от 01 апреля 2011 №                                            | |
| Кожанкина Ольга Вячеславовна       | Коломенский район    | секретарь Коломенского ГК КПСС, пенсионер | решением Совета депутатов Коломенского района № 370/40СД от 20.06.2008 г.                                             | |
| Козлов Николай Данилович           | Воскресенский район  | депутат Московской областной думы IV созыва | 2010 г. | |
| Козлов Юрий Аркадьевич             | Люберецкий район     | Глава Люберецкого района (1990—1995) | 1996 г. | |
| Козлова Татьяна Сергеевна          | Истринский район     | Первый секретарь Истринского горкома партии, пенсионер | Решением Совета депутатов Истринского района № 11/14 от 12.02.1998 г.                                                 | |
| Колосова Нелли Тимофеевна          | Наро-Фоминский район | пенсионер | Решением Совета депутатов Наро-Фоминского района № 5/26 от 28 мая 1999 г.                                             | за большой личный вклад в социально-экономическое развитие района и активную общественную деятельность |
| Колосова Нина Сергеевна            | Мытищинский район    | библиотекарь филиала № 2 Централизованной библиотечной системы Мытищинского района | решением Совета депутатов Мытищинского района № 6/7 от 18 сентября 2000 г.                                            | за трудовой вклад в развитие библиотечного дела в районе |
| Колчева Галина Карповна            | Наро-Фоминский район | Заслуженный работник жилищно-коммунального хозяйства Московской области, главный инженер ООО «Наро-Фоминская электросетевая компания»                                                                      | Решением Совета депутатов Наро-Фоминского района № 194/13 от 30 января 2009 г.                                        | за многолетнюю общественную и хозяйственную деятельность, личный вклад в развитие отрасли электроснабжения Наро-Фоминского района |
| Колчина Валентина Фёдоровна        | Красногорский район  | заместитель директора по учебно-воспитательной работе в средней общеобразовательной школе № 5 (г. Красногорск), пенсионер                                                                                  | Решением Совета депутатов Красногорского района № 1278/74 от 19 ноября 2012 г.                                        | |
| Кондакова Елена Владимировна       | Мытищинский район    | Герой Российской Федерации, лётчик-космонавт Российской Федерации | решением Совета депутатов Мытищинского района № 18/13-4 от 24 сентября 1997 г.                                        | |
| Кондриков Пётр Васильевич          | Коломенский район    | председатель исполкома Песковского поселкового Совета, пенсионер | решением Совета депутатов Коломенского района № 86/12СД от 22.04.2005 г.                                              | |
| Константинов Владимир Фёдорович    | Истринский район     | Председатель Совета директоров ОАО «Снегиревские огнеупоры», пенсионер | Решением Совета депутатов Истринского района № 15/24 от 05.03.2003 г.                                                 | |
| Копец Инна Андреевна               | Люберецкий район     | Мастер спорта международного класса, советник генерального директора авиакомпании «Тюменьавиатранс» | 1998 г. | |
| Коротеева Любовь Петровна          | Наро-Фоминский район | Заместитель Руководителя Администрации Наро-Фоминского муниципального района — управляющий делами, пенсионер                                                                                               | Решением Совета депутатов Наро-Фоминского района № 14/22 от 28 октября 2005 г.                                        | за большой личный вклад в социально-экономическое развитие района и активную общественно-политическую деятельность |
| Корчагин Николай Васильевич        | Коломенский район    | заместитель Главы администрации Коломенского района, пенсионер | решением Совета депутатов Коломенского района № 36/4СД от 05.06.2009 г.                                               | |
| Корчагина Татьяна Георгиевна       | Наро-Фоминский район | Заслуженный учитель Российской Федерации, заведующая Наро-Фоминским городским отделом народного образования (1969—1985)                                                                                    | Решением Совета депутатов Наро-Фоминского района № 11/30 от 19 ноября 1999 г.                                         | за большой личный вклад в социально-экономическое, культурное развитие района и активную общественную деятельность |
| Коршунов Виктор Иванович           | Люберецкий район     | директор Люберецкого завода мостостроительного оборудования | 1993 г. | |
| Косарев Борис Борисович            | Мытищинский район    | председатель профсоюзного комитета ОАО «Метровагонмаш» | решением Совета депутатов Мытищинского района № 73/10 от 21.08.2008 г.                                                | за большой личный вклад и активное участие в общественной и хозяйственной жизни Мытищинского района |
| Косинцев Юрий Васильевич           | Наро-Фоминский район | Заслуженный работник сельского хозяйства Российской Федерации, директор ФГУП «Племенной птицеводческий завод Птичное»                                                                                      | Решением Совета депутатов Наро-Фоминского района № 361/26 от 29 июля 2011 г.                                          | за большой личный вклад в развитие агропромышленного комплекса и экономику Наро-Фоминского района, активную общественную деятельность |
| Кочнев Валерий Петрович            | Ногинский район      | Заслуженный строитель Российской Федерации, генеральный директор ГУП МО «Ногинский автодор» | Решением Совета депутатов Ногинского района № 213/21 от 22.07.2008 г.                                                 | за развитие экономики, производства, многолетний добросовестный труд и активную деятельность на благо жителей Ногинского муниципального района |
| Крамков Владимир Иванович          | Наро-Фоминский район | Заслуженный работник сельского хозяйства Российской Федерации, первый секретарь Наро-Фоминского ГК КПСС, пенсионер                                                                                         | Решением Совета депутатов Наро-Фоминского района № 362/26 от 29 июля 2011 г.                                          | за большой личный вклад в экономическое формирование социально-культурной сферы и духовной жизни района, активную общественную деятельность |
| Красников Дмитрий Фёдорович        | Лотошинский район    | председатель Совета депутатов Лотошинского района | Решением Совета депутатов Лотошинского района от 2013 г.                                                              | за большой вклад в социально-экономическое развитие района, сохранение культурного и исторического наследия |
| Кривошеев Юрий Михайлович          | Наро-Фоминский район | директор Наро-Фоминского завода электроизоляционных материалов (1970—1992), пенсионер | Решением Совета депутатов Наро-Фоминского района № 5/26 от 28 мая 1999 г.                                             | за большой личный вклад в социально-экономическое развитие района и активную общественную деятельность |
| Крупенин Иван Петрович             | Люберецкий район     | Заслуженный строитель Российской Федерации, генеральный директор ООО «Мособлстрой-М» | 2002 г. | |
| Крюков Валерий Георгиевич          | Егорьевский район    | член Президиума Егорьевской районной общественной организации (пенсионеров) войны и труда, Вооруженных Сил и правоохранительных органов                                                                    | 2010 г. | |
| Крючкова Антонина Михайловна       | Коломенский район    | Заслуженный учитель РСФСР, заведующая Коломенским районным отделом народного образования (1957—1977) | решением Совета депутатов Коломенского района № 196/25СД от 04.08.2006 г.                                             | |
| Кубланов Леонид Александрович      | Клинский район       | Заслуженный врач РСФСР, кандидат медицинских наук | Решением Совета депутатов Клинского района № 3/7 от 22.06.2001 г.                                                     | |
| Куденков Михаил Игнатьевич         | Воскресенский район  | первый секретарь Воскресенского горкома КПСС | № 529/53 от 24.05.2012 Совета депутатов Воскресенского муниципального района                                          | |
| Кузнецов Михаил Михайлович         | Истринский район     | Заслуженный экономист Российской Федерации, начальник финансового управления Администрации Истринского района, пенсионер                                                                                   | Решением Совета депутатов Истринского района № 3/13 от 12.11.1998 г.                                                  | |
| Куимов Игорь Евгеньевич            | Наро-Фоминский район | Заслуженный работник сельского хозяйства Московской области, председатель Наро-Фоминской Ассоциации предпринимателей                                                                                       | Решением Совета депутатов Наро-Фоминского района № 524/37 от 27 апреля 2012 г.                                        | за большой личный вклад в социально-экономическое развитие Наро-Фоминского муниципального района |
| Кукин Владимир Ильич               | Мытищинский район    | генеральный директор ОАО «Водоканал-Мытищи» | решением Совета депутатов Мытищинского района № 6/7-2 от 26.08.2004 г.                                                | за большой личный вклад в социально-экономическое развитие Мытищинского района |
| Кунгуров Алексей Николаевич        | Мытищинский район    | настоятель Христорождественской церкви села Осташково Мытищинского Благочинного округа Московской епархии                                                                                                  | решением Совета депутатов Мытищинского района № 35/13 от 23 сентября 1998 г.                                          | |
| Курочкин Семён Васильевич          | Коломенский район    | Заслуженный строитель РСФСР, начальник Коломенской межхозяйственной передвижной механизированной колонны                                                                                                   | Решением Совета депутатов Коломенского района № № 222/31СД от 18.08.2003 г.                                           | |
| Кухарь Иван Иванович               | Ленинский район      | дважды Герой Социалистического Труда, председатель колхоза им. Владимира Ильича (1963—1986) | Решением Совета депутатов Ленинского района № 3/28 от 24.08.2005 г.                                                   | |
| Лавренко Сергей Борисович          | Истринский район     | Почётный работник сферы молодёжной политики Московской области, руководитель Истринской районной молодёжной общественной организации "Клуб «Исток», пенсионер                                              | Решением Совета депутатов Истринского района № 11/6 от 23.09.2009 г.                                                  | |
| Лавров Михаил Трофимович           | Егорьевский район    | председатель Совета депутаов Егорьевского района, глава Егорьевского района (1991—2013) | 2003 г. | |
| Лаврунов Николай Иванович          | Лотошинский район    | член Президиума Лотошинского районного Совета ветеранов войны, труда, вооружённых сил и провоохранительных органов                                                                                         | Решением Совета депутатов Лотошинского района от 10 июня 2012 г.                                                      | |
| Лайко Юрий Федосеевич              | Наро-Фоминский район | Заслуженный врач Российской Федерации, главный врач МУЗ «Наро-Фоминская районная больница № 1» | Решением Совета депутатов Наро-Фоминского района № 15/22 от 28 октября 2005 г.                                        | за большой личный вклад в развитие здравоохранения и активное участие в общественной жизни района |
| Лактионов Иван Евтеевич            | Люберецкий район     | директор Малаховского экспериментального завода (г. Люберцы) | 1987 г. | |
| Ларионов Игорь Николаевич          | Воскресенский район  | Заслуженный мастер спорта СССР, основатель хоккейной команды «Химик» | 2003 г. | |
| Лебедев Александр Ильич            | Каширский район      | Персональный пенсионер республиканского значения, основатель Каширского отделения общества «Знание» | | |
| Лебедев Валентин Витальевич        | Наро-Фоминский район | дважды Герой Советского Союза, лётчик-космонавт СССР | Решением исполкома Наро-Фоминского горсовета № 337/7 от 17 апреля 1987 г.                                             | за активное участие в общественной жизни района |
| Левченко Светлана Ивановна         | Мытищинский район    | Заслуженный учитель Российской Федерации, директор муниципального бюджетного общеобразовательного учреждения «Гимназия № 16» (г. Мытищи)                                                                   | решением Совета депутатов Мытищинского района № 26/5 от 18.08.2005 г.                                                 | за многолетний добросовестный труд и большой личный вклад в сохранение и развитие системы образования Мытищинского района |
| Лезжов Иван Иванович               | Каширский район      | Герой Советского Союза, генерал-майор авиации в отставке, кандидат военных наук, пенсионер | Решением Совета депутатов Каширского муниципального района от 25 июня 2013 г.                                         | |
| Лемешко Тимофей Игнатьевич         | Ленинский район      | заведующий лесопарковым хозяйством Московского коксогазового завода им. 50-летия Великого Октября (1947—1957)                                                                                              | Решением Совета депутатов Ленинского района № 1/5 от 08.09.2000 г.                                                    | |
| Логвиненко Пётр Васильевич         | Волоколамский район  | участник боёв за станцию Крюково, старший политрук 1073 полка 316 стрелковой дивизии | № 4-19 от 25.10.85 Волоколамского городского Совета народных депутатов                                                | |
| Логинов Александр Федорович        | Наро-Фоминский район | директор Наро-Фоминской городской средней школы № 4 (1975—1990), пенсионер | Решением Совета депутатов Наро-Фоминского района № 5/26 от 18 мая 1999 г.                                             | за большой личный вклад в социально-экономическое, культурное развитие района и активную общественную деятельность |
| Лубеев Виктор Васильевич           | Лотошинский район    | Заслуженный работник сельского хозяйства Российской Федерации, заведующий механической мастерской совхоза им. Кирова                                                                                       | Решением Совета депутатов Лотошинского района от 2004 г.                                                              | |
| Лукьянов Виктор Иванович           | Мытищинский район    | начальник управления дорожного хозяйства и благоустройства МУП «Управление единого заказчика жилищно-коммунального хозяйства»                                                                              | решением Совета депутатов Мытищинского района № 58/6 от 23.08.2007 г.                                                 | за большой вклад в развитие дорожного хозяйства и благоустройства Мытищинского муниципального района |
| Максимовская Татьяна Алексеевна    | Мытищинский район    | ответственный секретарь президиума Мытищинского районного Совета ветеранов войны и труда | решением Совета депутатов Мытищинского района № 9/16 от 19.08.2009 г.                                                 | |
| Маллаев Омар Ганиевич              | Клинский район       | председатель правления Клинского районного потребительского общества | Решением Совета депутатов Клинского района № 09/21 от 13.06.2002 г.                                                   | |
| Малумян Врам Гайкович              | Каширский район      | Заслуженный работник сельского хозяйства РСФСР, директор совхоза «Каширский» | | |
| Малхова Надежда Дмитриевна         | Лотошинский район    | председатель Общественной палаты Лотошинского района | Решением Совета депутатов Лотошинского района от 2013 г.                                                              | за большой вклад в социально-экономическое развитие района, сохранение культурного и исторического наследия |
| Маляр Валентина Петровна           | Наро-Фоминский район | Заслуженный работник культуры Российской Федерации, председатель методического объединения детских музыкальных школ и детских школ искусств Наро-Фоминского района (1963—1999)                             | Решением Совета депутатов Наро-Фоминского района № 11/30 от 19 ноября 1999 г.                                         | за большой личный вклад в социально-экономическое, культурное развитие района и активную общественную деятельность |
| Мамров Василий Яковлевич           | Ленинский район      | Герой Социалистического Труда, председатель правления колхоза-племзавода им. Горького (1987—1992) | Решением Совета депутатов Ленинского района № 11/15 от 29.08.2001 г.                                                  | |
| Манегин Константин Сергеевич       | Ногинский район      | генеральный директор ОАО «Полигон Тимохово» | Решением Совета депутатов Ногинского района № 497/44 от 20.07.2010 г.                                                 | за высокие достижения в деятельности, направленной на обеспечение благополучия, развития и процветания Ногинского муниципального района Московской области, за длительную, активную, плодотворную деятельность, способствующую повышению авторитета и престижа Ногинского района в Московской области, в Российской Федерации                                                         |
| Маслов Валентин Иванович           | Мытищинский район    | Заслуженный учитель Российской Федерации, член научно-методического совета Мытищинского историко-художественного музея                                                                                     | решением Совета депутатов Мытищинского района № 40/15 от 24.08.2006 г.                                                | |
| Матвеев Евгений Петрович           | Каширский район      | Заслуженный энергетик СССР, Заслуженный строитель РСФСР, доктор технических наук, президент ОАО «Строительно-промышленная компания Мосэнергострой»                                                         | | |
| Махатаев Михаил Егорович           | Воскресенский район  | первый секретарь Воскресенского горкома КПСС, делегат XXIV съезда КПСС | № 529/53 от 24.05.2012 Совета депутатов Воскресенского муниципального района                                          | |
| Махатаев Николай Васильевич        | Луховицкий район     | главный врач Луховицкой центральной районной больницы (1964—1969), пенсионер | 2000 г. | |
| Медведев Сергей Михайлович         | Коломенский район    | Заслуженный работник сельского хозяйства Российской Федерации, доктор экономических наук, генеральный директор ФГУП «АПК Непецино»                                                                         | решением Совета депутатов Коломенского района № 234/29СД от 11.05.2012 г.                                             | |
| Менис Владимир Григорьевич         | Люберецкий район     | Заслуженный учитель Российской Федерации, директор государственного профессионального лицея им. Ю. А. Гагарина                                                                                             | 1993 г. | |
| Месяц Валентин Карпович            | Волоколамский район  | Министр сельского хозяйства СССР, первый секретарь Волоколамского райкома КПСС | № 4-19 от 25.10.85 Волоколамского городского Совета народных депутатов                                                | |
| Михайлов Анатолий Алексеевич       | Луховицкий район     | директор компании «Хлебозавод № 3» (г. Луховицы) ЗАО «Коломнахлебпром», депутат Совета депутатов Луховицкого района                                                                                        | 2007 г. | |
| Михеев Сергей Викторович           | Люберецкий район     | Герой Российской Федерации, президент ОАО «Камов» | 1994 г. | |
| Моксяков Анатолий Алексеевич       | Мытищинский район    | помощник депутата Московской областной Думы | решением Совета депутатов Мытищинского района № 6/1 от 18 сентября 2000 г.                                            | |
| Молчанов Иван Тимофеевич           | Люберецкий район     | директор ТОО «Малаховский опытный механический завод» | 1996 г. | |
| Молявко Александр Романович        | Люберецкий район     | директор Института обогащения твёрдого топлива | 1993 г. | |
| Мосолов Валентин Петрович          | Наро-Фоминский район | Заслуженный работник сельского хозяйства РСФСР, организатор Сельскохозяйственного комбината им. 50-летия СССР                                                                                              | Решением Совета депутатов Наро-Фоминского района № 7/27 от 16 июля 1999 г.                                            | за большой личный вклад в социально-экономическое развитие района и активную общественную деятельность |
| Мочалова Нина Кирилловна           | Люберецкий район     | Заслуженный учитель Российской Федерации, директор МОУ «Гимназия № 20» (1980—2012) | 1994 г. | |
| Муравьёв Василий Александрович     | Воскресенский район  | начальник жилищно-коммунального хозяйства Воскресенского химкомбината | 1998 г. | |
| Мурашов Александр Ефимович         | Мытищинский район    | кандидат социологических наук, Глава Мытищинского района | решением Совета депутатов Мытищинского района № 6/7-1 от 26.08.2004 г.                                                | за большой личный вклад в социально-экономическое развитие Мытищинского района |
| Набережнев Фёдор Семенович         | Люберецкий район     | генеральный директор ЗАО «Межрегиональная производственно-торговая корпорация», Министр Московской области по торговле и услугам населению (1991—1998)                                                     | 1999 г. | |
| Надышнев Николай Сергеевич         | Клинский район       | пенсионер | Решением Совета депутатов Клинского района № 5/11 от 05.05.2010 г.                                                    | |
| Наумов Анатолий Борисович          | Каширский район      | заместитель начальника Управления плодоовощного хозяйства Департамента продовольственных ресурсов Правительства Москвы, первый секретарь Каширского ГК КПСС                                                | | |
| Наумович Надежда Михайловна        | Мытищинский район    | первый заместитель Главы Мытищинского района | решением Совета депутатов Мытищинского района от 09.09.2010 г.                                                        | за большой личный вклад в социально-экономическое развитие Мытищинского района |
| Невижин Дмитрий Иванович           | Лотошинский район    | пенсионер | Решением Совета депутатов Лотошинского района от 2004 г.                                                              | |
| Нефёдов Иван Меркурьевич           | Наро-Фоминский район | председатель Апрелевского городского Совета ветеранов войны труда вооружённых сил и правоохранительных органов, пенсионер                                                                                  | Решением Совета депутатов Наро-Фоминского района № 7/27 от 16 июля 1999 г.                                            | за большой личный вклад в социально-экономическое развитие района и активную общественную деятельность |
| Никитин Павел Михайлович           | Мытищинский район    | председатель исполкома Мытищинского городского Совета народных депутатов (1987—1991) | решением Совета депутатов Мытищинского района № 35/14 от 23 сентября 1998 г.                                          | за неоценимый вклад в развитие и становление города, его городского хозяйства, инфраструктуры, промышленности, директорского корпуса |
| Николайченко Иван Иванович         | Можайский район      | директор МОУ «Борисовская средняя общеобразовательная школа» | Решением Совета депутатов Можайского района № 313/2011-Р от 01 апреля 2011                                            | |
| Нифантьев Валерий Георгиевич       | Ленинский район      | Заслуженный тренер СССР, заместитель председателя Совета депутатов Ленинского района | Решением Совета депутатов Ленинского района № 4/69 от 02.11.2011 г.                                                   | |
| Новикова Людила Тимофеевна         | Ногинский район      | член Президиума Московского областного Совета ветеранов войны, труда, Вооруженных сил и правоохранительных органов                                                                                         | Решением Совета депутатов Ногинского района № 497/44 от 20.07.2010 г.                                                 | за высокие достижения в деятельности, направленной на обеспечение благополучия, развития и процветания Ногинского муниципального района Московской области, за длительную, активную, плодотворную деятельность, способствующую повышению авторитета и престижа Ногинского муниципального района в Московской области, в Российской Федерации                                          |
| Обливин Александр Николаевич       | Мытищинский район    | Заслуженный деятель науки и техники Российской Федерации, ректор Московского государственного университета леса                                                                                            | решением Совета депутатов Мытищинского района № 35/7 от 23 сентября 1998 г.                                           | за большие заслуги в области высшего образования и в связи с 30-летием со дня назначения и работы в должности ректора Московского государственного университета леса |
| Овсянников Николай Михайлович      | Ленинский район      | первый секретарь Ленинского РК КПСС (1967—1976) | Решением Совета депутатов Ленинского района № 4/6 от 16.07.2008 г.                                                    | |
| Олефиренко Иван Харитонович        | Каширский район      | директор совхоза «Новоселки», пенсионер | | |
| Онищенко Владимир Владимирович     | Люберецкий район     | заместитель председателя комитета Люберецкой районной организации ветеранов войны и военной службы | 1994 г. | |
| Павличенко Александр Александрович | Люберецкий район     | заместитель председателя совета ветеранов 108 гвардейского Штурмового авиационного полка | 1994 г. | |
| Павлов Сергей Михайлович           | Истринский район     | Герой Советского Союза, член клуба Героев Советского Союза Московского Совета ветеранов | Решением Совета депутатов Истринского района № 7/17 от 30.01.2002 г.                                                  | |
| Павлова Валентина Васильевна       | Ногинский район      | заместитель руководителя администрации Ногинского муниципального района | Решением Совета депутатов Ногинского района № 213/21 от 22.07.2008 г.                                                 | за большой вклад в развитие экономики и производства |
| Панов Алексей Иванович             | Мытищинский район    | председатель Совета директоров ОАО «Мытищинский электротехнический завод» | решением Совета депутатов Мытищинского района № 15/8-7 от 11 июня 1997 г.                                             | |
| Панов Евгений Александрович        | Мытищинский район    | председатель Совета депутатов городского поселения Мытищи | решением Совета депутатов Мытищинского района № 9/16 от 19.08.2009 г.                                                 | за большой личный вклад в развитие города Мытищи и Мытищинского муниципального района |
| Панфилов Иван Васильевич           | Волоколамский район  | Герой Советского Союза, генерал-майор, командир 315 стрелковой дивизии | № 4-19 от 25.10.85 Волоколамского городского Совета народных депутатов                                                | |
| Пашинская Людмила Исааковна        | Мытищинский район    | Заслуженный тренер РСФСР, пенсионер | решением Совета депутатов Мытищинского района № 48/8-5 от 28 августа 2003 г.                                          | за большой вклад в развитие физической культуры и спорта, воспитание подрастающего поколения Мытищинского района |
| Перепёлкин Алексей Николаевич      | Воскресенский район  | полковник милиции, начальник отдела милиции Воскресенска | № 623/58 от 27.04.2007 Совета депутатов Воскресенского муниципального района                                          | |
| Петренко Людмила Акимовна          | Мытищинский район    | Заслуженный врач РСФСР, главный специалист Мытищинской Центральной районной больницы | решением Совета депутатов Мытищинского района № 18/13-3 от 24 сентября 1997 г.                                        | |
| Петров Владимир Владимирович       | Красногорский район  | Заслуженный мастер спорта СССР, вице-президент Московского областного отделения "Ассоциация «Хоккей-Центр»                                                                                                 | Решением Совета депутатов Красногорского района № 525/9 от 5 сентября 2002 г.                                         | |
| Петров Иван Иосифович              | Красногорский район  | директор филиала «12 автобусный парк» Государственного унитарного предприятия города Москвы «Мосгортранс»                                                                                                  | Решением Совета депутатов Красногорского района № 1009/55 от 27 октября 2011 г.                                       | |
| Пименов Леонид Михайлович          | Наро-Фоминский район | участник освобождения Наро-Фоминска от немецко-фашистской оккупации | Решением Совета депутатов Наро-Фоминского района № 10/19 от 29 мая 1998 г.                                            | за заслуги перед городом Наро-Фоминск в годы Великой Отечественной войны и большую работу в Совете ветеранов |
| Пирулина Валентина Ивановна        | Мытищинский район    | Заслуженный работник культуры Московской области, председатель горкома профсоюза работников культуры | решением Совета депутатов Мытищинского района № 73/10 от 21.08.2008 г.                                                | за большой многолетний вклад в социально- экономическое развитие района в 2008 году |
| Питирим                            | Лотошинский район    | Митрополит Волоколамский и Юрьевский Русской Православной Церкви | Решением Совета депутатов Лотошинского района от 2002 г.                                                              | за большой вклад в развитие православной культуры, духовно нравственного воспитания среди молодёжи и населения, за активное участие в общественной жизни Лотошинского района |
| Повалишин Александр Фёдорович      | Егорьевский район    | член Президиума Егорьевской районной общественной организации ветеранов (пенсионеров) войны, труда, Вооружённых Сил и правоохранительных органов                                                           | 2010 г. | |
| Потапов Анатолий Иванович          | Мытищинский район    | Заслуженный деятель науки Российской Федерации, директор Федерального государственного учреждения науки «Федеральный научный центр гигиены имени Ф. Ф. Эрисмана»                                           | решением Совета депутатов Мытищинского района № 40/15 от 24.08.2006 г.                                                | |
| Потапов Юрий Зиновьевич            | Лотошинский район    | главный агроном совхоза им. Кирова, пенсионер | Решением Совета депутатов Лотошинского района от 2002 г.                                                              | |
| Приваленко Владимир Иванович       | Красногорский район  | генеральный директор ОАО «Красногорское Управление Благоустройства» | Решением Совета депутатов Красногорского района № 706/39 от 26 августа 2010 г.                                        | |
| Прокофьев Константин Васильевич    | Мытищинский район    | заместитель председателя Комитета по экономике Администрации города Долгопрудный | решением Совета депутатов Мытищинского района № 6/6 от 18 сентября 2000 г.                                            | |
| Прохоров Василий Андрианович       | Егорьевский район    | член Совета ветеранов Егорьевской общественной организации ветеранов (пенсионеров) войны, труда, Вооружённых Сил и правоохранительных органов                                                              | 2010 г. | |
| Прохоров Евгений Егорович          | Мытищинский район    | Заслуженный энергетик Российской Федерации, директор МУП «Мытищинская электросеть» | решением Совета депутатов Мытищинского района № 48/8-6 от 28 августа 2003 г.                                          | за большой вклад в социально-экономическое развитие Мытищинского района |
| Прошин Сергей Сергеевич            | Луховицкий район     | Залуженный мелиоратор РСФСР, экскаваторщик Передвижной механизированной колонны «Водстрой № 12» | 1998 г. | |
| Прощенский Михаил Григорьевич      | Луховицкий район     | заместитель директора совхоза им. XX съезда КПСС, пенсионер | 2000 г. | |
| Раздевилов Константин Николаевич   | Мытищинский район    | Заслуженный работник нефтяной и газовой промышленности Российской Федерации, управляющий Мытищинским межрайонным трестом газового хозяйства                                                                | решением Совета депутатов Мытищинского района № 18/13-5 от 24 сентября 1997 г.                                        | |
| Распопова Нина Максимовна          | Мытищинский район    | Герой Советского Союза, ответственный секретарь Мытищинского районного отделения общества «Знание» | решением Совета депутатов Мытищинского района № 15/8-8 от 11 июня 1997 г.                                             | |
| Ригель Виктор Густавович           | Люберецкий район     | начальник Люберецкого Управления внутренних дел | 2007 г. | |
| Родионов Михаил Иванович           | Клинский район       | пенсионер | Решением Совета депутатов Клинского района № 09/21 от 13.06.2002 г.                                                   | |
| Розовский Леонид Ноевич            | Наро-Фоминский район | председатель построечного комитета треста «Гидромонтаж» (1965—1983) | Решением Совета депутатов Наро-Фоминского района № 11/30 от 19 ноября 1999 г.                                         | за большой личный вклад в социально-экономическое развитие района и активную общественную деятельность |
| Романов Дмитрий Алексеевич         | Истринский район     | Председатель Совета ветеранов Великой Отечественной войны Лучинского сельского округа Истринского района                                                                                                   | Решением Совета депутатов Истринского района № 7/20 от 13.09.1999 г.                                                  | |
| Рузанова Валентина Сергеевна       | Луховицкий район     | Заслуженный агроном Российской Федерации, начальник управления сельского хозяйства Администрации Луховицкого района                                                                                        | 2004 г. | |
| Рыховский Виктор Александрович     | Луховицкий район     | Заслуженный учитель Российской Федерации, предподаватель начальной военной подготовки МКОУ «Выкопанская средняя общеобразовательная школа»                                                                 | 2004 г. | |
| Рюмин Валерий Викторович           | Мытищинский район    | Дважды Герой Советского Союза, лауреат Государственной премии СССР, лётчик-космонавт СССР | решением Совета депутатов Мытищинского района № 15/8-9 от 11 июня 1997 г.                                             | |
| Рязанова Раиса Алексеевна          | Мытищинский район    | доктор медицинских наук, консультант Федерального научного центра гигиены имени Ф. Ф. Эрисмана | решением Совета депутатов Мытищинского района № 15/8-1 от 11 июня 1997 г.                                             | |
| Савин Юрий Николаевич              | Наро-Фоминский район | Заслуженный строитель РСФСР, управляющий трестом «Мособлстрой» (1965—1977) | Решением Совета депутатов Наро-Фоминского района № 10/19 от 29 мая 1999 г.                                            | за заслуги в строительстве объектов жилищного, производственного и культурного назначения г. Наро-Фоминска |
| Сальников Александр Тимофеевич     | Каширский район      | Персональный пенсионер республиканского значения, председатель президиума Каширского Совета ветеранов войны и труда                                                                                        | | |
| Самгина Валентина Фёдоровна        | Каширский район      | Заслуженный учитель РСФСР, директор средней общеобразовательной школы № 7 | | |
| Саркисова Кнарик Артёмовна         | Наро-Фоминский район | врач-хирург, главный врач Апрелевской городской больницы (1970—1974) | Решением Совета депутатов Наро-Фоминского района № 7/27 от 16 июля 1999 г.                                            | за большой личный вклад в социально-экономическое развитие района и активную общественную деятельность |
| Сафонов Николай Михайлович         | Наро-Фоминский район | председатель Наро-Фоминского Совета ветеранов войны и труда, пенсионер | Решением Совета депутатов Наро-Фоминского района № 14/32 от 18 июля 2006 г.                                           | за большой личный вклад в социально-экономическое развитие района и активную общественную деятельность |
| Северин Гай Ильич                  | Люберецкий район     | Герой Социалистического Труда, генеральный конструктор НПП «Звезда» | 1996 г. | |
| Седлецкий Юрий Иванович            | Красногорский район  | пенсионер Министерства обороны РФ | Решением Совета депутатов Красногорского района № 1279/74 от 19 ноября 2012 г.                                        | |
| Секирин Евгений Игоревич           | Ногинский район      | начальник 179 Спасательного центра МЧС России | Решением Совета депутатов Ногинского района № 373/35 от 21.07.2009 г.                                                 | за многолетнюю плодотворную работу, защиту населения и территорий Ногинского муниципального района от чрезвычайных ситуаций, большую работу, проводимую по военно-патриотическому воспитанию молодёжи |
| Селезнёва Нина Михайловна          | Луховицкий район     | Заслуженный учитель школы РСФСР, основатель Луховицкого историко-краеведческого музея | 1998 г. | |
| Селиванов Николай Александрович    | Лотошинский район    | Народный художник Российской Федерации, скульптор | Решением Совета депутатов Лотошинского района от 2003 г.                                                              | |
| Серебряников Нестор Иванович       | Каширский район      | Заслуженный энергетик РСФСР, Лауреат Государственных премий СССР, президент ОАО «Мосэнерго» | | |
| Сехин Василий Иванович             | Луховицкий район     | председатель Совета ветеранов войны и труда Луховицкого района, пенсионер | 1998 г. | |
| Силин Александр Павлович           | Коломенский район    | пенсионер | решением Совета депутатов Коломенского района № 275/33СД от 22.06.2007 г.                                             | |
| Симакин Иван Иванович              | Каширский район      | первый секретарь Каширского ГК КПСС, инициатор создания Каширского городского краеведческого музея | | |
| Синявкин Виктор Николаевич         | Люберецкий район     | директор Деревообрабатывающего комбината № 13 (г. Люберцы) | 1993 г. | |
| Скворцова Лидия Андреевна          | Лотошинский район    | директор совхоза «Савостино» | Решением Совета депутатов Лотошинского района от 2008 г.                                                              | |
| Скок Владислав Антонович           | Мытищинский район    | Заслуженный художник Российской Федерации, член Союза художников России | решением Совета депутатов Мытищинского района № 34/4 от 3 сентября 2002 г.                                            | за вклад в дело эстетического воспитания жителей и молодёжи района |
| Скоромнов Геннадий Борисович       | Луховицкий район     | Заслуженный лётчик-испытатель Российской Федерации, лётчика-испытатель Луховицкого филиала Московского авиационного производственного объединения «МИГ»                                                    | 2007 г. | |
| Смирнов Владимир Алексеевич        | Каширский район      | председатель комиссии по краеведению Президиума Каширского районного Совета ветеранов войны, труда, правоохранительных органов                                                                             | | |
| Смирнов Станислав Фёдорович        | Красногорский район  | Заслуженный строитель Российской Федерации, генеральный директор ЗАО «Зенит-стройсервис» | Решением Совета депутатов Красногорского района № 276/8 от 30 августа 2001 г.                                         | |
| Смолярова Эмилия Абрамовна         | Луховицкий район     | Заслуженный врач Российской Федерации, заведующая инфекционным отделением Луховицкой центральной районной больницы (1990—2005)                                                                             | 2007 г. | |
| Смышляев Виктор Иванович           | Лотошинский район    | первый секретарь Лотошинского РК КПСС (1975—1991), глава администрации Лотошинского района (1996—2000) | Решением Совета депутатов Лотошинского района от 2009 г.                                                              | |
| Соболева Нина Михайловна           | Мытищинский район    | Заслуженный врач Российской Федерации, главный врач городской детской поликлиники № 4 | 2011 г. | |
| Солдатов Юрий Петрович             | Мытищинский район    | Заслуженный машиностроитель Российской Федерации, первый заместитель генерального директора — технический директор Мытищинского машиностроительного завода                                                 | решением Совета депутатов Мытищинского района № 15/8-2 от 11 июня 1997 г.                                             | в связи с 60-летием со дня рождения |
| Солониченко Константин Никитович   | Истринский район     | председатель Совета ветеранов войны, труда, Вооруженных сил и правоохранительных органов Истринского района                                                                                                | Решением Совета депутатов Истринского района № 18/9 от 07.02.2001 г.                                                  | |
| Сошин Виктор Михайлович            | Мытищинский район    | кандидат экономических наук, депутат Совета депутатов Мытищинского района | решением Совета депутатов Мытищинского района № 9/16 от 19.08.2009 г.                                                 | за большой вклад в социально-экономическое развитие Мытищинского муниципального района и активную работу по сохранению истории и развитию культуры района |
| Спиридонова Галина Лаврентьева     | Истринский район     | Швея-мотористка Истринской швейной фабрики, пенсионер | Постановлением бюро ГК КПСС и исполкома горсовета № 1058                                                              | |
| Стебловский Дмитрий Захарович      | Клинский район       | заместитель директора производственного объединения «Клинволокно», пенсионер | Решением Совета депутатов Клинского района от 9 ноября 2012 г.                                                        | |
| Стемасов Пётр Дмитриевич           | Волоколамский район  | Герой Советского Союза, командир орудия 289 отдельного истребительского противотанкового полка резерва Главного командования                                                                               | № 4-19 от 25.10.85 Волоколамского городского Совета народных депутатов                                                | |
| Стрекалов Геннадий Михайлович      | Мытищинский район    | Дважды Герой Советского Союза, лётчик-космонавт СССР | решением Совета депутатов Мытищинского района № 15/8-10 от 11 июня 1997 г.                                            | |
| Субботин Василий Георгиевич        | Каширский район      | капитан 3 ранга в отставке | Решением Совета депутатов Муниципального образования «Каширский район» Московской области № 125 от 2 сентября 2003 г. | |
| Сураев Максим Викторович           | Ногинский район      | Герой Российской Федерации, полковник ВВС, лётчик-космонавт Российской Федерации | Решением Совета депутатов Ногинского района № 454/40 от 04.03.2010 г.                                                 | за выдающиеся достижения в освоении космического пространства, огромный вклад в развитие отечественной и мировой пилотируемой космонавтики, исследование Земли из космоса, высокие показатели в служебной деятельности, активную жизненную позицию, плодотворную научную и общественную деятельность, способствующую повышению авторитета и престижа Ногинского муниципального района |
| Суслов Александр Анатольевич       | Воскресенский район  | член Союза журналистов РФ | 2013 г. | |
| Сухинин Анатолий Андреевич         | Истринский район     | Заслуженный работник сельского хозяйства Российской Федерации, директор Октябрьской птицефабрики | Решением Совета депутатов Истринского района № 6/5 от 07.06.2000 г.                                                   | |
| Талалаева Галина Ивановна          | Люберецкий район     | Заслуженный работник культуры Российской Федерации, председатель Союза журналистов Люберецкого района | Решением Совета депутатов Люберецкого района № 168/27 от 07.06.2012                                                   | |
| Талова Нина Николаевна             | Наро-Фоминский район | председатель Наро-Фоминского отделения Всероссийской общественной организации «Союз пенсионеров Подмосковья»                                                                                               | Решением Совета депутатов Наро-Фоминского района № 9/13 от 18 мая 2001 г.                                             | за большой личный вклад в социально-экономическое развитие района в 1953—1993 г.г. и активное участие в общественной жизни района |
| Тарабрин Вячеслав Иванович         | Мытищинский район    | полковник милиции в отставке, председатель Совета ветеранов Мытищинского УВД | 2011 г. | |
| Тектониди Севастьян Спиридонович   | Луховицкий район     | глава Луховицкого района (1996—2009) | 1999 г. | |
| Терещенко Елизавета Григорьевна    | Наро-Фоминский район | заведующая взрослой поликлиникой МУЗ «Наро-Фоминская районная больница № 1» | Решением Совета депутатов Наро-Фоминского района № 5/26 от 28 мая 1999 г.                                             | за большой личный вклад в социально-экономическое развитие района и активную общественную деятельность |
| Титов Леонид Александрович         | Воскресенский район  | директор Воскресенского электромеханического завода, депутат городского Совета народных депутатов | 2002 г. | |
| Ткаченко Валентина Фёдоровна       | Красногорский район  | директор средней общеобразоваельной школы № 4 (г. Красногорск), пенсионер | Решением Совета депутатов Красногорского района № 731/40 от 30 сентября 2010 г.                                       | |
| Толозов Михаил Иванович            | Наро-Фоминский район | директор Апрелевской средней школы № 4 (1965—1988) | Решением Совета депутатов Наро-Фоминского района № 7/27 от 16 июля 1999 г.                                            | за большой личный вклад в социально-экономическое развитие района и активную общественную деятельность |
| Трефилов Михаил Владимирович       | Клинский район       | Заслуженный тренер РСФСР, директор Детской спортивной школы | Решением Совета депутатов Клинского района № 3/7 от 22.06.2001 г.                                                     | |
| Трифонов Михаил Степанович         | Коломенский район    | директор ЗАО «Сергиевское», пенсионер | Решением Совета депутатов Коломенского района № 221/31СД от 18.08.2003 г.                                             | |
| Троицкая Валентина Андреевна       | Лотошинский район    | директор МУ «Лотошинский историко-краеведческий музей» | Решением Совета депутатов Лотошинского района от 2004 г.                                                              | |
| Тюрикова Мария Ивановна            | Лотошинский район    | пенсионер | Решением Совета депутатов Лотошинского района от 2003 г.                                                              | |
| Уваров Пётр Тарасович              | Клинский район       | полковник в отставке, пенсионер | Решением Совета депутатов Клинского района № 5/11 от 05.05.2010 г.                                                    | |
| Удалов Василий Васильевич          | Наро-Фоминский район | корреспондент общественно-политической газеты «Основа», пенсионер | Решением Совета депутатов Наро-Фоминского района № 11/30 от 19 ноября 1999 г.                                         | за большой личный вклад в социально-экономическое, культурное развитие района и активную общественную деятельность |
| Усанов Алексей Андреевич           | Наро-Фоминский район | генеральный директор ООО «Наро-Фоминская электросетевая компания» | Решением Совета депутатов Наро-Фоминского района № 359/26 от 29 июля 2011 г.                                          | за многолетний добросовестный труд, высокий профессионализм, большой вклад в развитие электрических сетей, активное участие в общественной жизни Наро-Фоминского района |
| Уткин Михаил Константинович        | Луховицкий район     | авиатехник Московского авиационного производственного объединения «МИГ», пенсионер | 2000 г. | |
| Утробин Иван Степанович            | Красногорский район  | Заслуженный мастер спорта СССР, пенсионер | Решением Совета депутатов Красногорского района № 443/26 от 27 августа 2009 г.                                        | |
| Феофанов Борис Алексеевич          | Мытищинский район    | председатель Мытищинской районной общественной организации «Ветеран» | решением Совета депутатов Мытищинского района № 73/10 от 21.08.2008 г.                                                | |
| Фёдоров Анатолий Андреевич         | Люберецкий район     | заместитель председателя Люберецкого районного Совета ветеранов | 1994 г. | |
| Фёдоров Святослав Николаевич       | Мытищинский район    | Герой Социалистического Труда, директор Института микрохирургии глаза | решением Совета депутатов Мытищинского района № 18/13-1 от 24 сентября 1997 г.                                        | |
| Фомин Валентин Григорьевич         | Люберецкий район     | директор Люберецкого межрайонного треста газового хозяйства | 1998 г. | |
| Хатин Александр Сергеевич          | Ногинский район      | председатель правления Ногинского районного отделения Всероссийской общественной организации ветеранов «Боевое братство», депутат Совета депутатов Ногинского муниципального района                        | Решением Совета депутатов Ногинского района № 589/54 от 28.07.2011 г.                                                 | за высокие достижения в деятельности, направленной на обеспечение благополучия, развития и процветания Ногинского муниципального района Московской области, за длительную, активную, плодотворную деятельность, способствующую повышению авторитета и престижа Ногинского района в Московской области, в Российской Федерации                                                         |
| Хлебников Владимир Валентинович    | Ногинский район      | председатель Совета Ногинского городского потребительского общества | Решением Совета депутатов Ногинского района № 373/35 от 21.07.2009 г.                                                 | за весомый вклад в экономическое, социальное, духовное, спортивно-массовое и культурное развитие Ногинского муниципального района |
| Холостов Алексей Иванович          | Истринский район     | Заслуженный тренер СССР, старший тренер-преподаватель Истринской специализированной детско-юношеской спортивной школы Олимпийского резерва по лыжным гонкам «Истина»                                       | Решением Совета депутатов Истринского района № 3/13 от 12.11.1998 г.                                                  | |
| Хохлачёва Екатерина Александровна  | Наро-Фоминский район | заместитель директора муниципального учреждения «Наро-Фоминский комплексный центр социального обслуживания населения»                                                                                      | Решением Совета депутатов Наро-Фоминского района № 11/30 от 19 ноября 1999 г.                                         | за большой личный вклад в социально-экономическое, культурное развитие района и активную общественную деятельность |
| Храпова Евгения Николаевна         | Коломенский район    | педагог | Решением Совета депутатов Коломенского района № 32/5СД от 30.07.2004 г.                                               | |
| Худин Юрий Людвигович              | Люберецкий район     | доктор технических наук, директор Института горного дела им. А. А. Скочинского (1993—1996) | 1998 г. | |
| Цветков Семён Ефимович             | Клинский район       | полковник в отставке, пенсионер | Решением Совета депутатов Клинского района № 5/11 от 05.05.2010 г.                                                    | |
| Цвигун Мария Григорьевна           | Наро-Фоминский район | Заслуженный работник культуры РСФСР, директор Апрелевского завода грампластинок | Решением Совета депутатов Наро-Фоминского района № 7/27 от 16 июля 1999 г.                                            | за большой личный вклад в социально-экономическое, культурное развитие района и активную общественную деятельность |
| Циркин Сергей Тимофеевич           | Коломенский район    | Заслуженный художник Российской Федерации, член правления Коломенского отделения союза художников России                                                                                                   | решением Совета депутатов Коломенского района № 34/5СД от 30.07.2004 г.                                               | |
| Цыганова Нина Сергеевна            | Красногорский район  | Заслуженный учитель РСФСР, учитель русского языка и литературы МОУ «Петрово-Дальневская средняя общеобразовательная школа»                                                                                 | Решением Совета депутатов Красногорского района № 1281/74 от 19 ноября 2012 г.                                        | |
| Чекушко Вадим Иосифович            | Коломенский район    | пенсионер | Решением Совета депутатов Коломенского района № 31/5СД от 30.07.2004 г.                                               | |
| Черепанова Лидия Дмитриевна        | Наро-Фоминский район | Заслуженный работник культуры Российской Федерации, директор Селятинского поселкового клуба «Мечта» | Решением Совета депутатов Наро-Фоминского района № 14/21 от 25 января 2002 г.                                         | за большой личный вклад в развитие самодеятельного народного творчества в районе и активную общественную деятельность |
| Черных Инна Константиновна         | Люберецкий район     | Заслуженный строитель Российской Федерации | 1994 г. | |
| Чернышов Сергей Иванович           | Коломенский район    | генеральный директор ОАО «Гололобовский кирпичный завод» | решением Совета депутатов Коломенского района № 372/40СД от 20.06.2008 г.                                             | |
| Чёртов Станислав Степанович        | Мытищинский район    | генеральный директор ФГУДП «Атомэнергоремонт» | решением Совета депутатов Мытищинского района № 48/8-7 от 28 августа 2003 г.                                          | за большой вклад в социально-экономическое развитие Мытищинского района |
| Чулкова Светлана Петровна          | Люберецкий район     | Заслуженный работник культуры Российской Федерации, председатель Комитета по культуре Администрации Люберецкого района                                                                                     | 1996 г. | |
| Шаманский Евгений Владимирович     | Ногинский район      | предприниматель | Решением Совета депутатов Ногинского района № 373/35 от 21.07.2009 г.                                                 | за большой вклад в социально-экономическое развитие Ногинского муниципального района |
| Шаповалов Геннадий Алексеевич      | Коломенский район    | Заслуженный работник сельского хозяйства Российской Федерации, лауреат Государственной премии Российской Федерации в области науки и техники, генеральный директор ЗАО "Пчеловодный комбинат «Коломенский» | решением Совета депутатов Коломенского района № 198/25СД от 04.08.2006 г.                                             | |
| Шартова Людмила Ивановна           | Мытищинский район    | председатель Мытищинского районного Совета ветеранов войны и труда | решением Совета депутатов Мытищинского района № 26/5 от 18.08.2005 г.                                                 | за многолетний добросовестный труд и большой личный вклад в сохранение и развитие системы образования Мытищинского района |
| Шашкин Виктор Сергеевич            | Егорьевский район    | директор Егорьевского станкостроительного завода «Комсомолец» | 1999 г. | |
| Шеволин Василий Иванович           | Луховицкий район     | Герой Социалистического Труда, председатель колхоза им. Ленина в селе Дединово | 1998 г. | |
| Шевцов Пётр Захарович              | Клинский район       | Заслуженный строитель СССР, лауреат премии Совета Министров СССР, начальник Клинского экспериментального сельского строительного комбината                                                                 | Решением Совета депутатов Клинского района № 17/32 от 20.03.2003 г.                                                   | |
| Шильников Михаил Михайлович        | Клинский район       | Герой Советского Союза | Решением Совета депутатов Клинского района № 5/54 от 25.10.2000 г.                                                    | |
| Ширибордин Анатолий Глебович       | Красногорский район  | председатель исполкома Красногорского городского Совета народных депутатов (1976—1983), пенсионер | Решением Совета депутатов Красногорского района № 154/9 от 25 сентября 2008 г.                                        | |
| Широков Виктор Георгиевич          | Егорьевский район    | директор Егорьевского деревообрабатывающего комбината, председатель Совета ветеранов Егорьевска | 2002 г. | |
| Шичанин Владимир Васильевич        | Красногорский район  | Заслуженный врач РСФСР, кандидат медицинских наук, депутат Совета депутатов Красногорского района | Решением Совета депутатов Красногорского района № 768/8 от 28 августа 2003 г.                                         | |
| Шнель Оскар Генрихович             | Наро-Фоминский район | заместитель генерального директора ОАО «Трест Гидромонтаж» | Решением Совета депутатов Наро-Фоминского района № 7/27 от 16 июля 1999 г.                                            | за большой личный вклад в развитие самодеятельного народного творчества в районе и активную общественную деятельность |
| Шпанникова Евдокия Тимофеевна      | Волоколамский район  | Герой Социалистического труда, ветеран труда совхоза-техникума «Холмогорка» | № 4-19 от 25.10.85 Волоколамского городского Совета народных депутатов                                                | |
| Штыков Виктор Павлович             | Луховицкий район     | Заслуженный работник сельского хозяйства Российской Федерации, председатель ООО «Сельскохозяйственный производственный кооператив им. Ленина»                                                              | 2007 г. | |
| Штыркова Мария Васильевна          | Воскресенский район  | заведующая Воскресенским городским отделом народного образования | 2003 г. | |
| Эпштейн Николай Семёнович          | Воскресенский район  | Заслуженный тренер СССР, основатель хоккейной команды «Химик» | 1998 г. | |
| Ювеналий                           | Подольский район     | Митрополит Крутицкий и Коломенский, управляющий Московской епархией Русской Православной Церкви | 2004 г. | |
| Ювеналий                           | Ленинский район      | Митрополит Крутицкий и Коломенский, управляющий Московской епархией Русской Православной Церкви | Решением Совета депутатов Ленинского района № 2/62 от 15.08.2007 г.                                                   | |
| Ювеналий                           | Люберецкий район     | Митрополит Крутицкий и Коломенский, управляющий Московской епархией Русской Православной Церкви | 2008 г. | |
| Ювеналий                           | Зарайский район      | Митрополит Крутицкий и Коломенский, управляющий Московской епархией Русской Православной Церкви | 2013 г. | |
| Юсфин Олег Семёнович               | Мытищинский район    | заведующий хирургическим отделением МУЗ «Мытищинская городская клиническая больница» | решением Совета депутатов Мытищинского района № 6/5 от 18 сентября 2000 г.                                            | |
| Яковлев Иван Николаевич            | Лотошинский район    | пенсионер | Решением Совета депутатов Лотошинского района от 2004 г.                                                              | |